# Sado (stad)
Sado (japanska: 佐渡市?, Sado-shi) är en stad i Niigata prefektur i Japan. Staden fick stadsrättigheter 2004. 
Staden täcker hela ön Sado samt några mindre öar.